# 107052 Aquincum
107052 Aquincum è un asteroide della fascia principale. Scoperto nel 2001, presenta un'orbita caratterizzata da un semiasse maggiore pari a 2,3551389 UA e da un'eccentricità di 0,1336246, inclinata di 5,49947° rispetto all'eclittica.